# ウチダゴウ
ウチダ ゴウ（うちだ ごう、1983年 - ）は、日本の詩人、グラフィックデザイナー。2010年にしてきなしごとを設立。

## 来歴
1983年、広島生まれ。立教大学にて法学を専攻。卒業後、10代から書き続けていた詩をもとに、単身、詩の活動を開始。自身の活動に必要だったフライヤーのデザインを自ら始めたこと、詩の感性をもとにコピーを書かないかと誘われたことがきっかけとなり、同じ頃から、コピーライティングや広告デザインを手がけるようになる。現在では、ロゴから名刺に至るまで、ブランディングも兼ね備えたディレクション・デザインを手がける。
2010年春、自宅の一室にて、詩とデザインのアトリエ「してきなしごと」を開業。まつもと市民芸術館の季刊誌『幕があがる』への詩の連載を皮切りに、詩の執筆・寄稿、詩集の出版を始める。その後、紙雑貨や衣類などへの商品化、ドローイングを中心としたアートワークなど、「詩」の概念を広くかつ柔軟に捉えた、制作活動へ。全国各地で、個展・朗読会を開催・出演。
2018年春、同県安曇野市に、自宅兼アトリエを設立。併設のギャラリーSHITEKI NA SHIGOTO Galleryで、イベントや企画展を開催する。また同年秋、詩の教室を開校。
開業当初からの「詩で生計を立てる」という指針のもと、ファッションブランド「yohaku」との詩のTシャツ制作、レストラン「monologue」の詩の執筆およびレタリング、ワイナリー「の音Wines」のエチケットへの詩の執筆およびレタリング、山梨および長野県下セブン-イレブン限定販売のヤッホーブルーイング「山の上ニューイ」の詩の執筆およびレタリングなど、単なる芸術活動にとどまらない詩のありかたを表現し続けている。
2013年より（2017-2018,また2020-2023はコロナ禍のため中断）、英国・スコットランドを訪ね、現地で執筆や朗読、個展を継続的に開催。個展として「SEVEN POEMS THAT JAPANESE POET MET IN SCOTLAND」（2014,エディンバラ）、「A JUMBLE OF POETRY」（2015,エディンバラ）、「poetry and design」（2016,グラスゴー）、左記個展内での朗読開催のほか、Poetry Reading at Creative Writing in the グラスゴー大学（2019,グラスゴー）、Poetry Reading at MANY STUDIO by erz Limited（2024,グラスゴー）、Poetry Reading at Duncan of Jordanstone College of Art & Design in the University of Dundee（2024,ダンディー）など、現地大学や企業での朗読開催も行っている。

## 主な仕事

### 詩
- 「ひとしずく株式会社」の詩（2019年）
- 「レストラン monologue」の詩（2020年）
- 「ヒンメリブランド etelä」の詩（2020年）
- 「デザイン会社Allrightポストカード」のコピー（2020年）
- 「WEBメディア SuuHaa」の詩（2021年）
- 「株式会社PINK」の連載詩（2021年〜）
- 「株式会社ヤッホーブルーイング 山の上ニューイ」の詩（2021年〜）
- 「宮坂醸造株式会社 長期熟成古酒 “夢殿”」の詩（2022年）
- 「の音WINEs合同会社 TOUT2021」の詩（2022年）
- 「BRANICA REPULIC」の詩（2022年）
- 「の音WINEs合同会社」の詩（2023年）
- 「富士吉田織物共同組合発行 BEAT WEAVE」の詩（2024年）

### グラフィックデザイン
- 「栞日」「新・栞日」「栞日分室」ロゴ、ショップツール（2013年、2016年、2019年）
- 「谷中ビアホール」ロゴ（2015年）
- 「リスと設計室」ネーミング、ロゴ（2016年）
- 「パンと日用品の店 わざわざ」ロゴ、パッケージ（2016年〜）
- 「yohaku」ロゴ（2018年）
- 「ひとしずく株式会社」ロゴ、ビジネスツール（2019年）
- 「菊の湯」ロゴ（2020年）
- 「茶花 kintsugi saka」ロゴ（2021年）
- 「HAIR SALON mjuk」ロゴ、ショップツール（2021年）
- 「ゆたかなぱん LDK」ロゴ、ショップツール（2021年）
- 「cafe淡雪」ロゴ、パッケージ（2021年）
- 「Cave LITRON」ロゴ（2021年）
- 「OYAKI 儘に」ロゴ（2021年）
- 「いい写真を撮りたいスタジオ」ネーミング、ロゴ（2022年）
- 「パンとカフェとバル 本町オーブン」ロゴ（2024年）

## 主な著書
- かたりべからす 〜世界の愛しかた 伝えかた（ゆっくり堂、2009年11月）
- おこのもり（ゆっくり堂、2011年9月）
- 空き地の勝手（してきなしごと、2012年1月）
- 原野の返事（してきなしごと、2020年6月）
- 鬼は逃げる（三輪舎、2020年12月）